# Aynallu (Turksprache)
Aynallu ist eine im Iran gesprochene Turksprache.
Sie ist mit etwa 7000 Muttersprachlern eine aussterbende Sprache. Weitere Bezeichnungen sind Inallu oder Inanlu. Die Sprecher gehören dem Turkvolk der Aynallu an. Hauptverbreitungsgebiet ist vor allem die Provinz Fars, daneben auch in Aserbaidschan und anderen Landesteilen.
Die Sprache Aynallu gehört zur südlichen Gruppe des oghusischen Zweigs der Turksprachen und ist besonders eng mit dem Kaschkai und Afshar verwandt.
Ethnologue listet Aynallu als einen Dialekt des (Süd-)Aserbaidschanischen, das zur westlichen Gruppe des Oghusischen gehört. Dies ist einerseits einer anderen Klassifizierung der Turksprachen und deren fließenden Übergängen, andererseits dem Umstand geschuldet, dass das Aynallu keinen eigenen Schriftstandard entwickelt hat.
- Siehe Klassifikation der Turksprachen

## Klassifikation
- Altaische Sprachen
  - Turksprachen
    - Türkisch i.e.S.
      - Oghusische Sprachen (Südwest-Türkisch)
        - Süd-Oghusische Sprachen
          - Aynallu